# Sulejman Mato
Sulejman Mato (ur. 1 marca 1941 we Fterrë) – albański nauczyciel i pisarz, będącym jednym z najpopularniejszych albańskich poetów lat 60. XX wieku.

## Życiorys
W 1964 roku ukończył studia z zakresu albanistyki, a w latach 1965–1967 pracował jako nauczyciel języka albańskiego w kilku szkołach w Beracie. Przez następne 6 lat pracował jako redaktor czasopisma Nëntori.
W latach 1973–1976 pracował jako librecista w Teatrze Ludowym w Tiranie, następnie w latach 1976–1985 ponownie pracował jako nauczyciel albanistyki w jednej z albańskich szkół średnich, po czym wrócił do zawodu librecisty, w którym pracował przez kolejne 6 lat.
W latach 1997–2001 pełnił funkcję redaktora naczelnego jednego z tirańskich czasopism.

## Twórczość[2]
- Arti i të shkruarit
- Ftera në sytë e mi[4]
- Kur hapeshin portat e qiellit
- Një balenë e largët erdhi nga deti
- Drita e syve (1986)
- Banorët e vilës (1994)
- Labirinte dhe enigma (1998)
- Labirinte dhe enigma (2000)
- Ëndrrat profetike (2001)
- Nusja e borajve (2007)

### Dramaty
- Ankthi (1971)
- Bukë në shkëmb (1976)

### Literatura dziecięca
- Kryengritësit (1986)

### Poezje
- Kujtime të kohës me Adarenë[3]
- Nesër do të vij[3]
- Shtegu i blertë (1967)[3]
- Nën Diellin e jugut (1969)
- Mbi glob fryjnë erëra (1972)
- Në stinën e poezisë (1976)
- Poezi për fëmijë (1977)
- Mesi i jetës (1981)
- Fjalët (1989)
- Balada e vetmisë (1998)
- Kitara e jugut (2007)[1][3]